# 缺氧呼吸
无氧呼吸（英語：Anaerobic respiration），又稱厭氧呼吸或缺氧呼吸，是利用氧分子（O2）以外的电子受体來進行呼吸作用。雖然氧不是最終的電子受體，但過程和有氧呼吸一樣，使用電子傳遞鏈（呼吸鏈）。 
需氧生物進行呼吸作用，電子會穿梭到電子傳遞鏈中，最终的电子受体是氧。氧分子是很好的电子受体。厭氧生物使用低氧化物质，如硝酸盐（NO−
3）、富马酸盐( C
4H
2O2−
4）、硫酸盐( SO2−
4），或硫原子（S）。这些末端电子受体的還原電位比O2的更少，故每个氧化分子释放的能量更少。因此，无氧呼吸的效率不如有氧呼吸。

## 與發酵作用作比較
无氧细胞呼吸和发酵生產ATP的方式十分不同，因此我們不能把這兩個術語混爲一談。有氧和無氧細胞呼吸都使用高還原化合物，例如糖酵解和檸檬酸循環中產生的NADH和FADH2來建立跨膜電化學梯度（通常是質子梯度）。這導致膜兩側的電勢或離子濃度差異。這些還原化合物會被依次增加還原電位的呼吸整合膜蛋白氧化，在需氧呼吸中，最終電子受體是氧，而缺氧呼吸則是其他化學物質。質子動力驅動質子透過ATP合酶的質子通道穿過膜，過程中產生的電流會驅動ADP和無機磷酸鹽合成ATP。
相比之下，發酵不利用電化學梯度，而是利用底物水平磷酸化來製造ATP。電子受體NAD+是通過氧化途徑中形成的NADH來再生的。這些氧化物通常在發酵途徑中形成，部分是外源性的。例如在同質乳酸發酵菌中，甘油醛3-磷酸氧化形成NADH反應途徑的後期，通過將丙酮酸還原為乳酸的過程氧化成NAD+。利用酵母，乙醛還原為乙醇以再生NAD+。
兩個主要通过厭氧微生物生成甲烷的途径包括：二氧化碳/碳酸氢盐（HCO−
3）还原（呼吸作用）和醋酸盐发酵。

## 生態重要性
缺氧呼吸將氮、硫和碳的氧阴离子还原成更还原的化合物，是全球氮、铁、硫和碳循环的重要部分。依赖无氧呼吸的这些化合物的生物地球化学循环，顯著影响碳循环和全球变暖。缺氧呼吸可以在不同环境中發生，包括淡水和海洋沉积物、土壤、地下含水层、深层地下空間和生物薄膜。即使在土壤等含氧环境也存在缺氧微环境，這是因爲氧气的扩散缓慢而造成的。
缺氧呼吸生態重要性的一個例子是使用硝酸鹽作爲末端電子受體（或稱異化反硝化作用）。這是固氮還原為氮分子返回大氣層的主要途徑。反硝化是宿主與微生物的相互作用中重要的過程。類似於需氧呼吸微生物中的綫粒體，一些單細胞缺氧纖毛蟲利用反硝化内共生體來獲取能量。另一個例子是產甲烷作用，它作为一種二氧化碳呼吸作用透過厭氧消化來產生甲烷。生物甲烷是一类可替代化石燃料的可持續燃料。然而，堆填區不受控的甲烷生成會导致大氣層中作为强溫室氣體的甲烷气体大量积聚，从而造成氣候暖化。硫酸鹽呼吸會產生硫化氫，這是沿海濕地特有臭鷄蛋氣味的成因，并且有沉澱重金屬離子的能力，導致硫化物矿物的沉积。 

## 延伸阅读
- Gregory, Kelvin B.; Bond, Daniel R.; Lovley, Derek R. . Environmental Microbiology. June 2004, 6 (6): 596–604. ISSN 1462-2912. PMID 15142248. doi:10.1111/j.1462-2920.2004.00593.x.